# Ryszard Engelking
Pour l’article homonyme, voir Engelking.
Ryszard Engelking (né le 16 novembre 1935 à Sosnowiec et mort le 16 novembre 2023 à Varsovie) est un mathématicien polonais. Spécialiste de topologie générale, il a écrit plusieurs ouvrages de référence dans ce domaine.
Outre les articles de recherche dont il est seul auteur, il a publié entre autres avec Kazimierz Kuratowski, Roman Sikorski et Aleksander Pełczyński. Il a aussi traduit en polonais de la littérature française : Flaubert (Madame Bovary), Baudelaire, Gérard de Nerval, Villiers de l'Isle Adam, Restif de la Bretonne.
Il est le père de l'historienne de la Shoah, Barbara Engelking et de l'ethnologue Anna Engelking (pl).

## Publications
- (en) Outline of General Topology, North-Holland, 1968, traduit du polonais
- (en) General Topology, PWN, 1977
- (en) Dimension Theory, North-Holland, 1978
- (en) General Topology. Revised and completed edition, Heldermann Verlag (de), 1989
- (en) Theory of Dimensions: Finite and Infinite, Heldermann Verlag, 1995

## Référence
1. ↑  (pl) « Necrologi Ryszard Engelking », sur nekrologi.wyborcza.pl, 20 novembre 2023 (consulté le 24 novembre 2023)